# Симеон Полоцкий
Симео́н По́лоцкий (в миру — Самуил Гаврилович (по другим данным — Емельянович) Петровский-Ситнянович (ст.п. Sitnianovicz); Полоцкий — топонимическое прозвище; 12 декабря 1629, Полоцк, Полоцкое воеводство, Речь Посполитая — 25 августа 1680, Москва, Царство Русское) — русский и белорусский духовный писатель, богослов, поэт, драматург, переводчик. Его основные произведения, включая две пьесы («Трагедию о Навходоносоре» и «Комидию о блудном сыне»), вошли в состав сборников «Рифмологион» и «Вертоград многоцветный».
Симеон Полоцкий был наставником детей русского царя Алексея Михайловича от Марии Милославской (Фёдора, Ивана и Софьи), а также их единокровного брата Петра от Нарышкиной. Основатель школы при Заиконоспасском монастыре, учитель Сильвестра Медведева, наследовавшего его библиотеку и школу.

## Значение
Наряду с такими поэтами, как Сильвестр Медведев, Карион (Истомин), Феофан Прокопович, Мардарий Хоныков и Антиох Кантемир, считается одним из ранних представителей русской силлабической поэзии до эпохи Тредиаковского и Ломоносова.
По мнению исследователя истории русской богословской мысли и культуры протоиерея Георгия Флоровского, «довольно заурядный западно-русский начётчик, или книжник, но очень ловкий, изворотливый, и спорый в делах житейских, сумевший высоко и твёрдо стать в озадаченном Московском обществе <…> как пиита и виршеслагатель, как учёный человек для всяких поручений».

## Биография

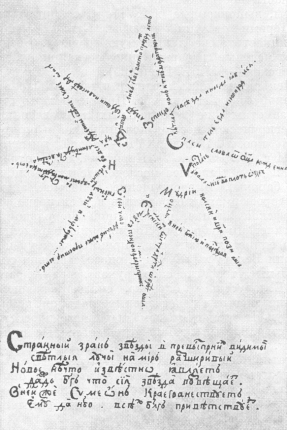
Симеон Полоцкий. Стихотворение в форме звезды «Благоприветствие царю Алексею Михайловичу по случаю рождения царевича Симеона»

Родился в 1629 году в Полоцке, который в то время входил в Великое княжество Литовское в составе Речи Посполитой. В семье у Самуила-Симеона было три брата и сестра.
Учился в Киево-Могилянской коллегии, где был учеником Лазаря Барановича (с 1657 года — епископа Черниговского), с которым остался близок на всю жизнь.
Поскольку в своих книгах и рукописях Симеон именовал себя «hieromonachi Polocensis Ordinis Sancti Basilii Magni», то некоторые исследователи высказывали предположение, что знаменитый писатель вступил в униатский монашеский орден базилиан (Ordo Basilianus S. Josaphat). Это мнение является ошибочным, так как Симеон лишь следовал средневековой латинской традиции, согласно которой все восточные монахи, руководствующиеся общежительным уставом свт. Василия Великого, именовались «василианами», членами легендарного ордена Святого Василия («Ordo S. Basilii»).
Около 1656 года Симеон Полоцкий вернулся в Полоцк, принял православное монашество в Богоявленском монастыре и стал дидаскалом православной братской школы в Полоцке, для которой в ещё 1655 году сочинил рождественскую пастораль «Гутркi пастоховыя». При посещении этого города в 1656 году Алексеем Михайловичем Симеону удалось лично поднести царю приветственные «Метры» своего сочинения.
В 1664 году отправился в Москву, чтобы забрать вещи умершего там архимандрита Игнатия (Иевлевича); однако в родной Полоцк не вернулся. Царь поручил ему обучать молодых подьячих Приказа тайных дел, назначив местом обучения Спасский монастырь за Иконным рядом.
В 1665 году Симеон поднёс царю «благоприветствование о новодарованном сыне». В то же время он активно участвовал в подготовке, а затем и проведении Московского собора по низложению патриарха Никона и был переводчиком при Паисии Лигариде.
По уполномочию Восточных Патриархов, приехавших в Москву по делу Никона в ноябре 1666 года, Симеон произнёс перед царём орацию о необходимости «взыскати премудрости», то есть повысить уровень образования в Русском государстве.
В 1667 году назначен придворным поэтом и воспитателем детей царя Алексея Михайловича. Был учителем у Фёдора Алексеевича, благодаря чему тот получил отличное образование, знал латынь и польский, писал стихи. Симеон Полоцкий составлял речи царя, писал торжественные объявления. Ему было поручено «соорудить» Деяния Соборов 1666—1667 годов; переводил полемические трактаты Паисия Лигарида.
В «Сказании о зачатии и рождении… Петра Первого» П. Н. Крёкшина упоминается о том, что Симеон Полоцкий якобы точно предсказал по звездам великую судьбу царского сына, будущего Петра I. Эта поздняя история не соответствует действительности. Вероятно, основанием для этой неё послужили поздравительные вирши, преподнесенные Симеоном в день крещения юного Петра I, в которых присутствуют свойственные барочной поэтике астрологические темы.
Симеон Полоцкий был представителем европейского барокко, и ему многое казалось в консервативной русской среде странным. Например, преследовались скоморохи, бродячие музыканты, народные гульбища; женщины сидели в теремах, даже изучение иностранных языков считалось греховным. Всё же организовывать первую при царском дворе постановку поручили именно Симеону Полоцкому.
Симеона Полоцкого считают основоположником российского искусствоведения. Он признавал значимость античной мифологии, хотя для многих в то время она считалась языческой ересью. Он написал трактат об иконописи; считается, что стимулом для этого послужило сотрудничество с крупнейшим русским живописцем XVII века Симоном Ушаковым.

## Богословие и педагогика

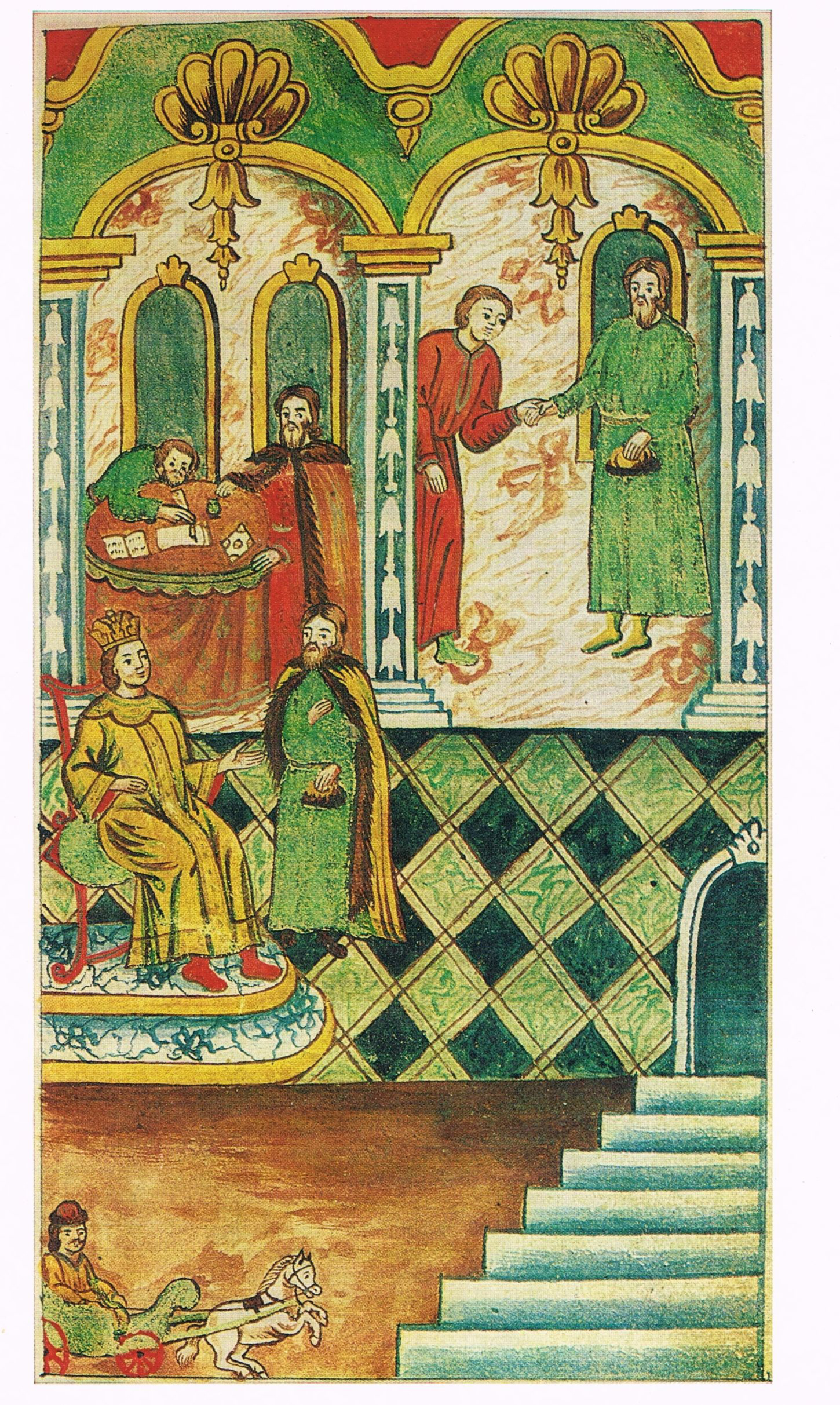
Симеон Полоцкий в присутствии Феодора III проверяет знания Никиты Зотова прежде назначения его учителем Петра I

По поручению Собора 1666 года составил опровержение челобитных Лазаря и Никиты. В конце 1667 года сочинение было напечатано от имени царя и Собора под заглавием: «Жезл правления на правительство мысленного стада православно-российской церкви, — утверждения во утверждение колеблющихся во вере, — наказания в наказание непокоривых овец, — казнения на поражение жестоковыйных и хищных волков, на стадо Христово нападающих»". Книга является типичным образцом схоластической риторики. Участники собора дважды ссылались на это сочинение во время соборного обсуждения, оно сразу же было опубликовано и рекомендовано собором для чтения и просвещения христиан.
Однако спустя несколько лет книга была осуждена за содержащиеся в ней католические ереси (учение о непорочном зачатии Девы Марии («10 возобличение»), хлебопоклонную ересь («13 возобличение») — вопрос о времени пресуществлении св. Даров). Старообрядцы изначально резко отрицательно отнеслись к этому сочинению, назвав его «Жезлом кривления». Наличие латинских богословских мнений было впоследствии отмечено и одним из противников Полоцкого, чудовским монахом Евфимием. Летом 1665 года по указу Алексея Михайловича в Спасском монастыре были сооружены деревянные хоромы, куда были направлены на учёбу к Симеону молодые подьячие Приказа тайных дел. Судя по официальным документам приказа, к маю 1668 года школа была уже закрыта. Видимо, школа выполнила узкую цель: обучить латинскому языку — тогда языку дипломатии — молодых государственных чиновников, в числе которых был Сильвестр (Медведев), во многом продолживший впоследствии богословскую и творческую линию учителя.
С 1667 года на Симеона Полоцкого было возложено воспитание царских детей, для которых он написал несколько сочинений: «Вертоград многоцветный» (сборник стихотворений, предназначенный служить «книгой для чтения»), «Житие и учение Христа Господа и Бога нашего», «Книга кратких вопросов и ответов катехизических». В «Венце веры кафолической» Полоцкий сгруппировал всю сумму знаний, какие дали ему школа и чтение, начиная с апокрифов и заканчивая астрологией. В основу «Венца» положен апостольский символ, причём Полоцкий пользуется Библией по тексту Вульгаты, а при ссылках на церковные авторитеты охотнее всего цитирует западных писателей (блаженных Иеронима и Августина).
Несмотря на свои познания в области астрологии, Симеон Полоцкий активно боролся с экстрасенсами и шарлатанами. Он также не признавал заговоры и изобличал знахарей. Он написал проповедь «Поучение против суеверий».

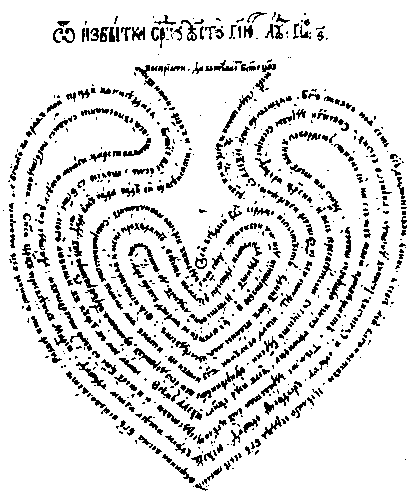
Симеон Полоцкий. Фигурное стихотворение в форме сердца «От избытка сердца уста глаголят» из цикла «Благоприветствования» «на случай» — в честь рождения царевича Фёдора (1661)

Симеону Полоцкому приписывается большинством исследователей авторство первоначального проекта Устава («Привилегии на Академию») Славяно-греко-латинской академии, представленного на утверждение Фёдора Алексеевича в 1682 году Сильвестром Медведевым. По Уставу академии в редакции Симеона Полоцкого ректору и преподавателям академии предоставлялся высший контроль по делам веры и образования; на корпорацию академии возлагалась обязанность бороться с ересями, причём за многие преступления привилегия предусматривала сожжение. С. Соловьёв писал о «Привилегии»: «Московская академия по проекту царя Феодора — это цитадель, которую хотела устроить для себя православная церковь при необходимом столкновении своем с иноверным Западом; это не училище только, это страшный инквизиционный трибунал: произнесут блюстители с учителями слова: „Виновен в неправославии“ — и костер запылает для преступника.»
В богословском споре о времени преложения Святых Даров Симеон Полоцкий был поборником взгляда, впоследствии (в 1690 году) осуждённого как «хлебопоклонная ересь». Участвовал на «латинской» стороне в «разглагольствии» (диспуте) по данному вопросу в 1673 году с Епифанием Славинецким в Крестовой палате у патриарха Питирима в присутствии последнего и властей. В тот период спор имел чисто богословский характер; общественно-политическое звучание он приобрёл значительно позже, уже после смерти Симеона.

## Проповеди

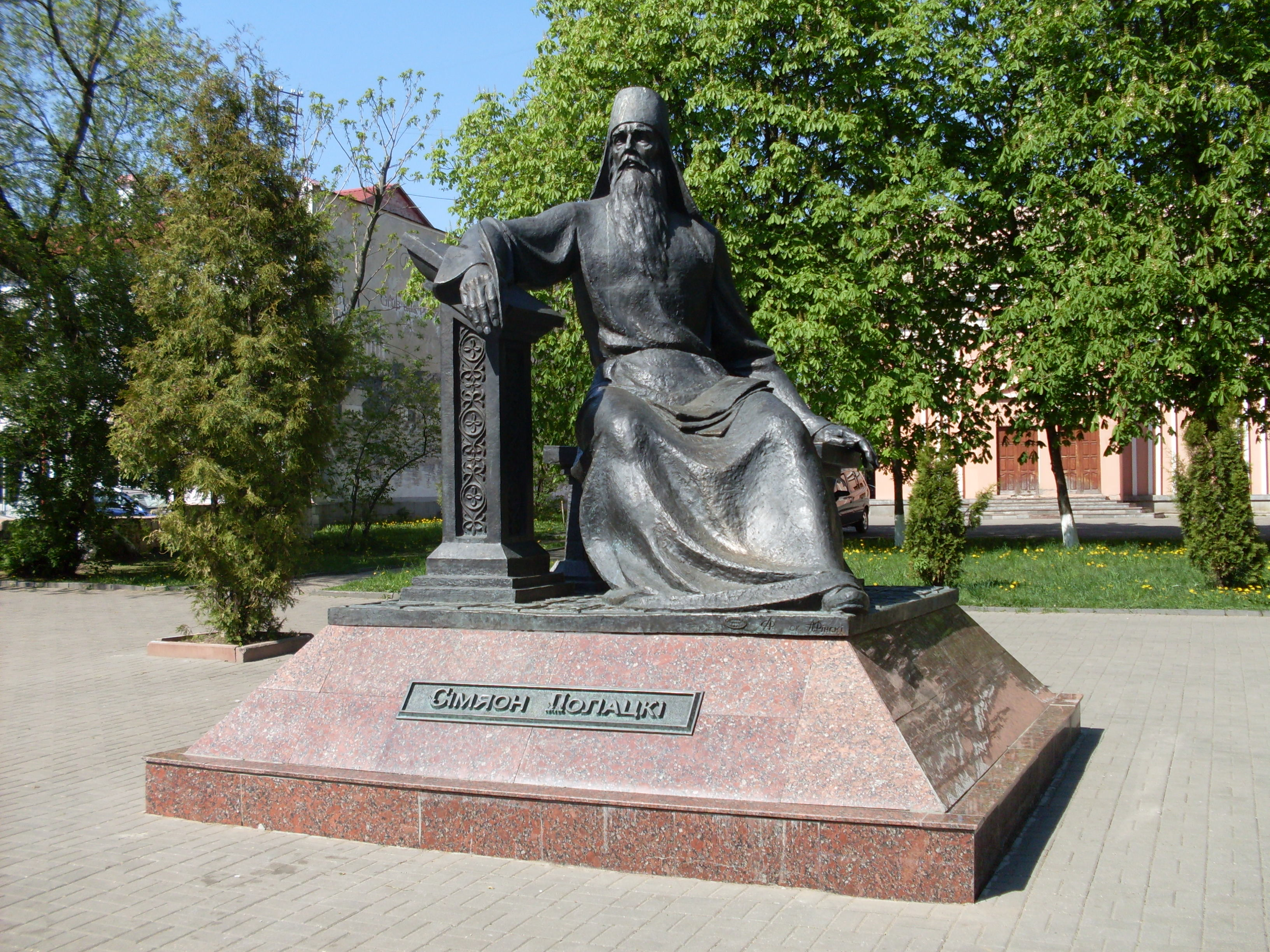
Памятник Симеону Полоцкому (2004; скульптор А. Финский)

Своим независимым положением при дворе С. Полоцкий воспользовался в целях возрождения в Москве живой церковной проповеди, вместо которой тогда господствовало чтение святоотеческих поучений. Хотя проповеди С. Полоцкого (числом более 200) представляют собою образец строгого выполнения гомилетических правил, однако в них не упущены из виду и жизненные цели. Это было в тогдашнее время явлением невиданным и не осталось без благотворных результатов для церковной жизни. Проповеди С. Полоцкого изданы уже после его смерти, в 1681—1683 годах, в двух сборниках: «Обед душевный» и «Вечеря душевная».

## Поэзия
Симеон Полоцкий — один из первых белорусских и русских поэтов, автор силлабических виршей на церковнославянском и польском языках. Кроме стихотворного переложения Псалтири под названием «Псалтирь рифмотворная» (издано в 1680 году), Полоцкий написал множество стихотворений (составивших сборник «Рифмологион»), в которых воспевал разные события из жизни царского семейства и придворных, а также множество нравственно-дидактических поэм, вошедших в «Вертоград многоцветный». По мнению Л. И. Сазоновой, «Вертоград многоцветный» является вершиной творчества Симеона Полоцкого, а также одним из наиболее ярких проявлений русского литературного барокко. С. Полоцкий написал также две комедии (школьные драмы) для зарождавшегося театра: «Комедия о Навуходоносоре царе, о теле злате и о триех отроцех в пещи не сожженных» и «Комидия о блудном сыне»; особенным успехом пользовалась последняя.

Есть мнение, что ради своей деятельности он отказался от семьи и стал монахом. В доказательство же приводят его рассуждения о вреде семейной жизни для мыслителя и поэта: 
Ибо не будет мощно
с книгами сидети,
Удалит от них жена,
удалят и дети.

Его современник, друг и ученик Сильвестр Медведев утверждал: 
На всякий же день име залог писати в пол-десть по полтетради, а писание его бе зело мелко и упсисто.
После полоцкого поэта осталось творческое наследие, исчисляемое примерно в 50 тысяч строк. Они содержали в себе сведения по истории, географии, зоологии, минералогии, также в стихах встречаются анекдоты и притчи.

## Смерть
Симеон Полоцкий умер 25 августа 1680 года. Похоронен в Заиконоспасском монастыре в Москве. Его могила не сохранилась, а надмогильная плита с эпитафией, автором которой является Сильвестр Медведев, находится в Спасском соборе бывшего монастыря.

## Память

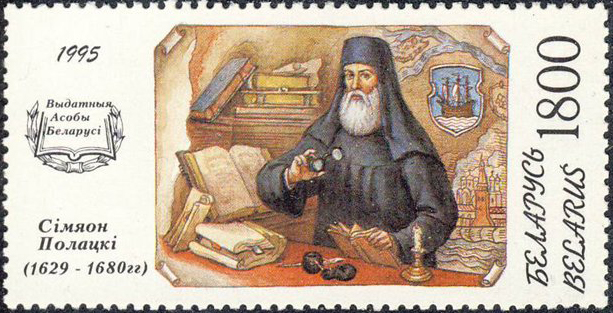
Почтовая марка Беларуси, 1995 год

- В 1995 году была выпущена почтовая марка Беларуси, посвящённая Полоцкому.
- В 2004 году в Полоцке был установлен памятник Симеону Полоцкому (скульптор А. Финский).
- В 2013 году Белгазпромбанк приобрёл у частного коллекционера книгу «Жезл правления» Симеона Полоцкого[18] и осуществил её факсимильное воспроизведение.

## Симеон Полоцкий в литературе
В 2008 году был издан исторический роман М. М. Рассолова «Симеон Полоцкий». В этой книге внимание уделяется в большей степени российскому быту второй половины XVII века и общественной деятельности Симеона Полоцкого, а не его литературной и богословской деятельности. Роман содержит ряд неточностей, в частности, утверждается, что Симеон является создателем силлабо-тонической (на самом деле — силлабической) системы стихосложения в русской поэзии.

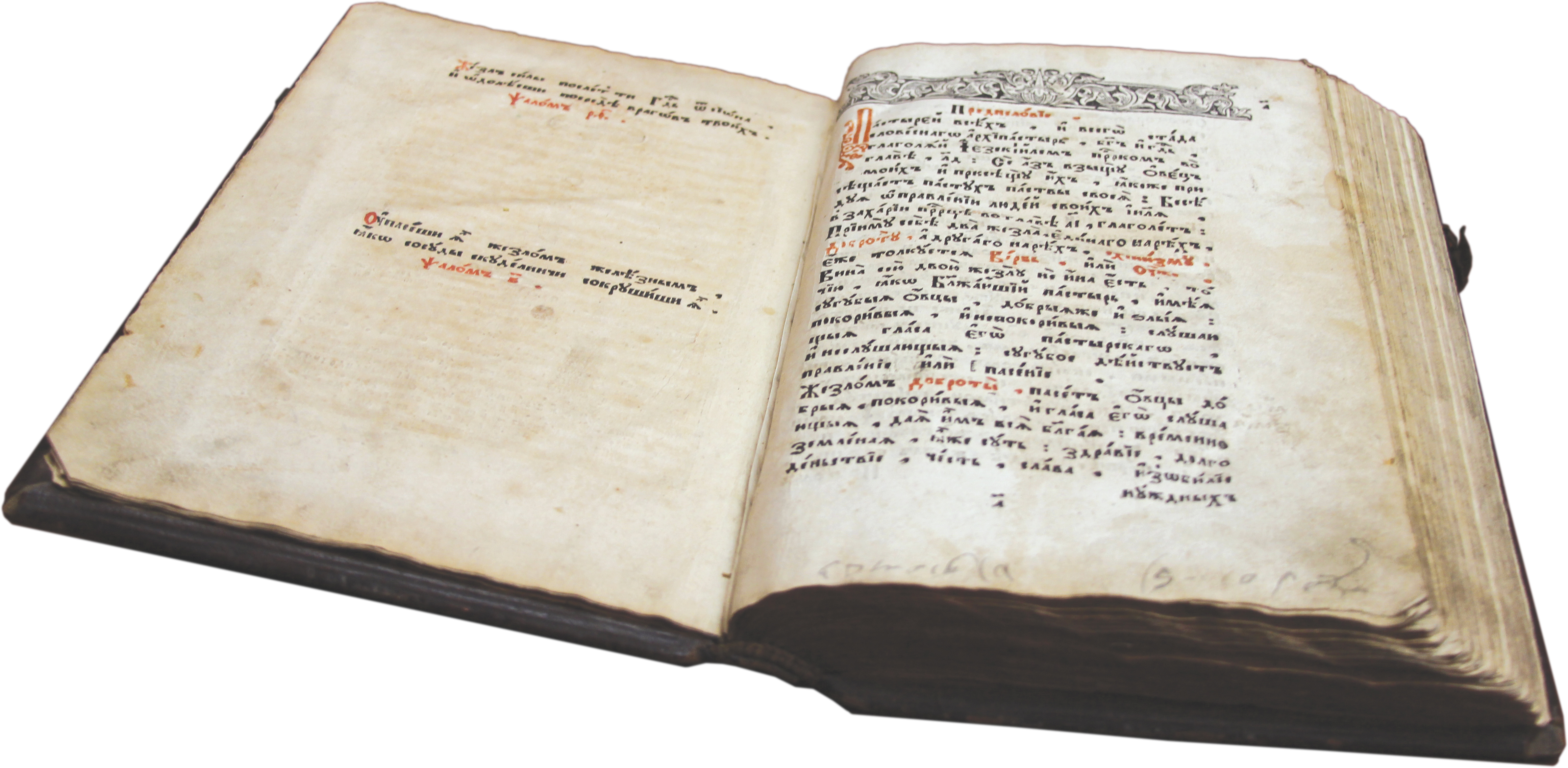
Книга Симеона Полоцкого «Жезл правления» (издание 1667 года). Из корпоративной коллекции Белгазпромбанка

### Современные издания
- Вирши. Силлабическая поэзия XVII—XVIII веков — Л., 1935. — С. 89—119.
- Симеон Полоцкий. Избр. соч. / Подгот. текста, статья и комм. И. П. Еремина. — М., Л., 1953.
- Русская силлабическая поэзия XVII—XVIII ст. / Вступ. ст., подг. текста и примеч А. М. Панченко. — Ленинград : Советский писатель, 1970. — С. 164—173.
- Симеон Полоцкий. Вирши / Симеон Полоцкий; сост., подг текстов, вступ. ст. и комм. В. К. Былинина, Л. У. Звонарёвой. — Минск : Мастацкая літаратура, 1990. — 447 с., 8000 экз. ISBN 5-340-00115-6
- Симеон Полоцкий. Избранные сочинения / Симеон Полоцкий; подготовка текста, статья и комм. И. П. Еремина. — Санкт-Петербург : Наука, 2004. — 280 с. ISBN 5-02-026993-X
- Жезл правления. — Факсимильное издание, выпущенное по заказу ОАО «Белгазпромбанк» / Симеон Полоцкий; автор исследования А. Суша; адаптация церковнославянского текста, перевод на русский и белорусский языки, составление словарей А. Брезгунова. — Мн.: Издательство Национальной библиотеки Беларуси, 2013. — В 2-х кн.

### Электронные публикации
- Симеон Полоцкий «Жезл правления»
- Венец веры Симеона Полоцкого [рукопись]. — [Б.м.], XVIII в. — 226, [из них 1 чистый], [II] л.; 1˚(31,5 х 20,5)
- Букварь языка славенска. — Москва : Типография Верхняя, декабрь 1679 [7188]. — 1 пустой, 1 тит. л., [1]-[2], 1-16, [1], 1-103, 1-36 = 160 л.; 8°.
- Месяцеслов / стихотворил иеромонах Симеон Полоцкий. — 1680. — 18 с.
- Во славу господа Бога в троице лиц в единстве естества славимаго Псалтирь царя и пророка Давида художеством рифмотворным равномерно слоги и согласноконечно по различным стихов родом преложенная… / / Стихотворил иеромонах Симеон Полоцкий. — Москва : Типография Верхняя, апрель 1680 [7188]. — 1-8, 1 гравюра, 1-126, 126₂, 127—139, 1-18 = 167 л.
- Обед душевный. — Москва : Типография Верхняя, октябрь 1681 г. [7190]. — Тит. л., 1 лист в 2 гравюрами, 1-20, 1-560, 560, 561—688 = 771 л.